# 송진

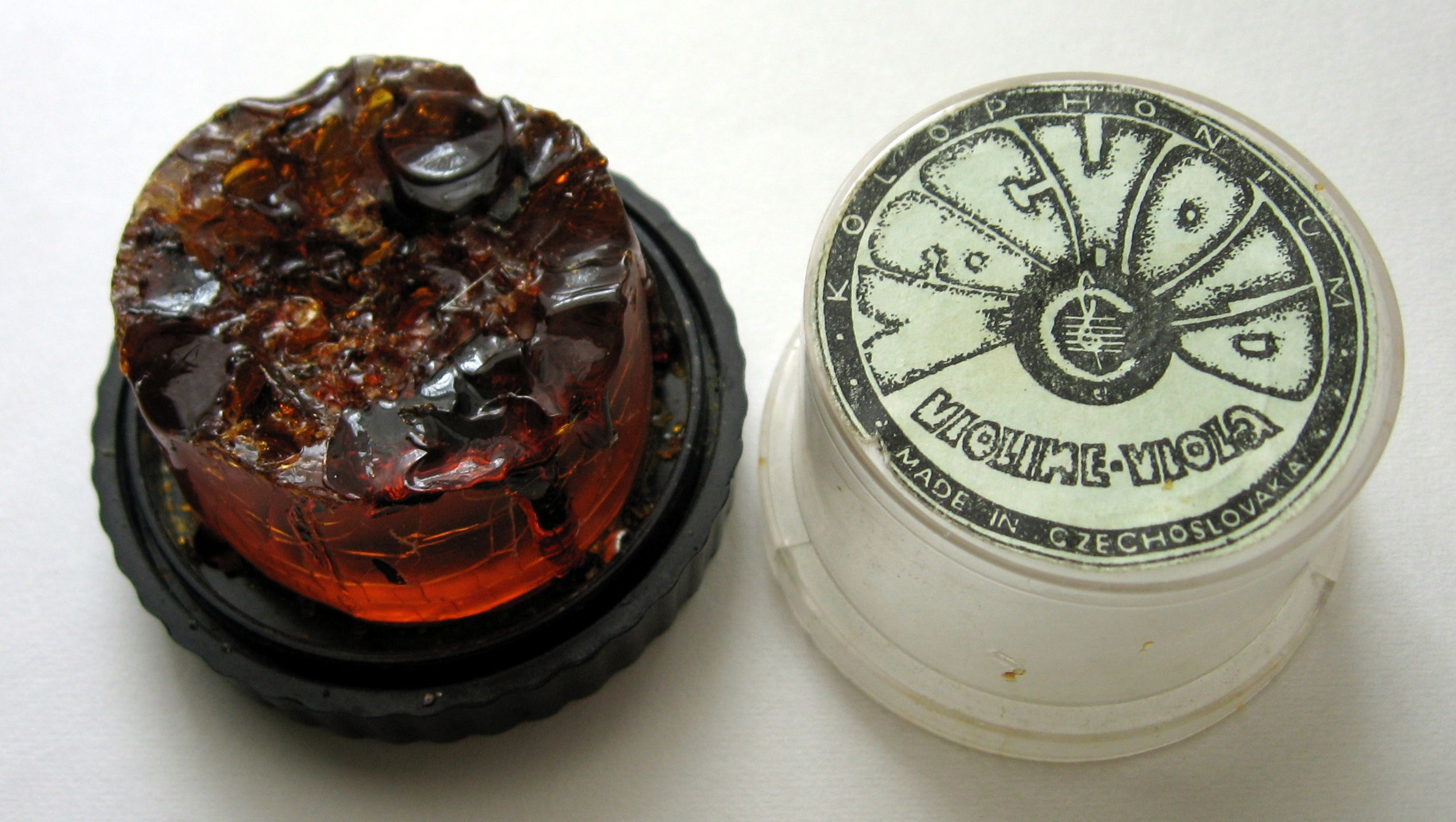
이 케이크 모양의 송진은 바이올린에 사용되는 송진이지만, 납땜에 사용되기도 한다.

송진(松津, 영어: rosin) 또는 콜로포니(colophony)는 소나무 등의 침엽수에서 얻은 액상 수지를 가열해서 휘발성 액체인 테르펜을 증발시켜 얻은 고체 수지를 말한다. 송진은 반투명하며, 노란색에서 검은색까지 색상이 다양하다. 상온에서 송진이 부서질 수 있으나, 가열하면 송진이 용해된다. 송진은 아비에트산을 비롯한 수지산으로 구성되었다. 콜로포니라는 단어는 고대도시인 콜로폰의 수지를 뜻하는 라틴어인 콜로포니아 레시나에서 유래되었다.

## 용도

송진의 주 성분인 아비에트산의 구조

인쇄 잉크와 복사기, 레이저 프린터 용지, 바니시, 접착제, 비누, 페이퍼 사이징, 청량 음료, 납땜 플럭스, 실링 왁스등을 송진에 있는 성분으로 만든다.
또한 송진은 의약품과 껌에 사용되기도하며, E 번호 E915로 등록되어있다. 이와 관련된 글리세롤 에스테르(E445)는 청량 음료의 유화제로 사용되기도 한다. 제약 분야에서 송진은 몇몇 석고와 연고의 성분이되기도 한다.
산업 분야에서 송진은 납땜 플럭스로 사용되기도 한다. 전자제품에 사용되는 땜납의 송진이 땜납의 무게의 1%를 차지한다. 이는 용해된 금속의 흐름을 돕고, 표면에 형성된 내화 고체 산화물 층을 금속으로 환원하여 연결을 개선한다. 그 송진은 납 땜 주위에 탄 채로 남아 있거나 찌꺼기로 남아있기도 한다.
피치와 송진을 섞은 것은 렌즈등의 물건의 표면을 연마할 때 사용된다.
송진은 건축 작업에 사용되는 아마씨유/샌드 갭 필러(유향수지)에 소량 첨가되었다.
왁스와 기름이 섞였을 때, 송진은 미스틱 스모크(mystic smoke)의 주성분이 된다. 이를 손으로 문지르고 나면 손가락 끝에서 연기가 나온다.
송진은 마찰력을 이용하는 여러 분야에서 사용된다.
- 찰현악기 연주자들은 좋은소리를 내기 위해서 활털에 송진을 바른다.[3] 때때로 밀랍, 금, 은, 주석, 철운석과 같은 물질을 첨가해 마찰과 음색을 조절한다.[4][5] 또한 송진을 바르는 시간을 줄이기 위해 송진가루를 천으로 바르기도 한다.  송진은 보통 악기를 연주하기 전 바른다. 라이트 로진은 바이올린과 비올라, 습한 기후에 적합하고 다크 로진은 첼로, 건조하고 추운 기후에 적합하다.[6] 또한 베이스에 적합한 송진도 있다.
- 바이올린 송진은 브리지가 움직이지 않게 하기 위해 다른 악기에 사용하기도 한다.
- 발레, 플라멩코, 아일랜드 댄서들은 무대에서 미끄러지지 않게 하기 위하여 신발바닥에 송진가루를 바른다. 한때는 펜싱 선수들도 신발바닥에 송진을 발랐고, 지금도 복서들이 사용하고 있다.
- 체조선수와 핸드볼 선수들은 그립을 잡기 위하여 송진가루를 손에 바른다. 일부 암벽 등반가들도 송진을 사용했지만, 바위가 오염되어 최근엔 사용이 줄었다.
- 역도선수들은 마찰력을 높이기 위해 역도 부츠에 송진을 바른다.
- 드래그 레이싱 코스의 출발선에는 마찰력을 높이기 위하여 송진이 발라져있다.
- 로데오 선수들은 로프와 글러브에 송진을 바른다.
- 투수와 볼링 선수들은 공을 제어하기 위해 송진가루가 담긴 로진백을 사용한다.
- 에이리얼 실커, 폴댄서와 같은 곡예사들은 손에 송진가루를 바른다.

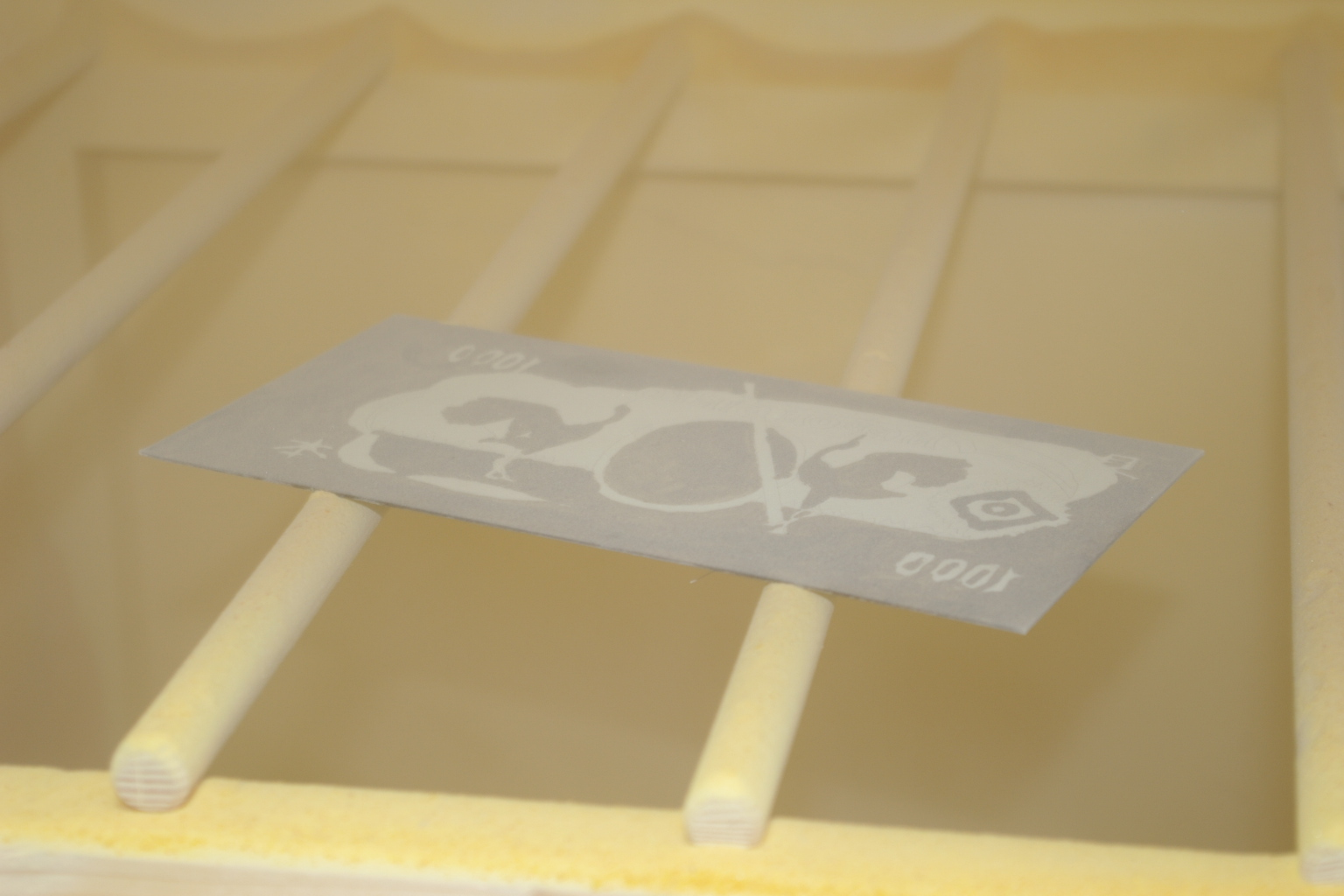
송진가루로 덮인 식각판(에칭 플레이트)

마찰력을 이용하지 않는 분야에서도 송진을 사용한다.
- 순수미술에서 송진은 템페라 에멀션 사용되거나 유화를 그릴때 painting-medium component로 사용된다. 그 송진은 따뜻한 테레빈유에 녹는다.
- 인쇄술에서 아쿠아티트 송진은 회색 톤으로 표면을 만들기 위해 식각판(에칭 플레이트)에 사용된다.
- 양궁 경기에서, 정비 목적으로 활시위를 바꾸거나 왁스를 바를 때, 왁스에 송진이 함유되어 있기도 한다. 이는 활시위에 점착력을 만들어주며, 마모되지 않게 해준다.
- 개를 그루밍할 때 귓구멍 깊숙이 있는 털을 쉽게 제거하기 위해 송진가루를 사용한다.
- 일부 끈끈이 종이는 송진과 고무를 접착제로 사용한다.
- 송진은 제물낚시의 털에 쓰이는 왁스의 재료로 사용되기도 한다.
- 송진은 에폭시로 붙인 집적 회로를 분해하는 데 사용된다.
- 송진은 밀랍이나 아마씨유와 섞어 아코디언의 리드를 리드블럭에 붙히는데 사용할 수 있다.

### 제약
송진은 제약에도 광범위하게 사용된다. 송진은 피막 형성과 코팅에 탁월하다. 또한 태블릿 필름이나 장용 코팅으로도 쓰인다. 그리고 마이크로 캡슐과 나노 분자를 만드는데에서도 사용되어 왔다.
송진의 글리세롤, 소르비톨, 마니톨, 에스테르는 껌 베이스로 사용된다.

## 같이 보기
- 나뭇진
- 코펄
- 호박

## 참고 문헌
- Kent, James A. Riegel's Handbook of Industrial Chemistry (Eighth Edition). Van Nostrand Reinhold Company (1983). ISBN 0-442-20164-80-442-20164-8.